# Jana Nechutová
Jana Nechutová (* 28. listopadu 1936, Olomouc) je česká filoložka, překladatelka a vysokoškolská pedagožka.

## Život
Narodila se 28. listopadu 1936 v Olomouci, maturovala však již v Brně, kde také na filosofické fakultě absolvovala latinu a řečtinu. Kandidátkou věd se stala v roce 1965 na základě práce „Místo Mikuláše z Drážďan v raném reformačním myšlení“. O rok později doktorát (Mikuláš z Drážďan a jeho kázání „Querite primum regnum Dei). Poněvadž v roce 1969 vystoupila z KSČ, do které vstoupila v mládí a setrvala v ní deset let, byla jí řádná habilitace umožněna až v roce 1991 („Učení Matěje z Janova a jeho působení“). V roce 1992 byla jmenována profesorkou. Mezi lety 1959–1961 pracovala v třeboňském archivu, od roku 1961 působí na Filosofické fakultě brněnské univerzity (dnes Masarykovy), v letech 1995–1998 zde byla děkankou. Akademické stáže absolvovala v Polsku, Itálii, Německu a Rakousku. Je členkou řady vědeckých rad, členkou Akademie věd, předsedkyní komise pro vydávání spisů M. J. Husa AV ČR. Nositelkou medailí Masarykovy univerzity, Karlovy univerzity, Palackého univerzity ad. Je vdovou po prof. PhDr. Radislavu Hoškovi a sestrou prof. RNDr. Hany Librové, CSc. Výrazně se angažuje v Českobratrské církvi evangelické, je členkou jejího farního sboru v Brně-Židenicích.